# Malka Drucker
Malka Drucker (* 14. März 1945 in Tucson) ist eine US-amerikanische Autorin und Rabbinerin.

## Leben
Drucker studierte jüdische Theologie und wurde 1998 zur Rabbinerin ordiniert. Drucker wohnt mit ihrer Lebenspartnerin Gay Block in Santa Fe, New Mexico. Als Autorin verfasste sie mehr als 20 Bücher.

## Werke (Auswahl)
- Frida Kahlo
- Rescuers: Portraits of Moral Courage in the Holocaust
- Grandma's Latkes and The Family Treasury of Jewish Holidays
- Eliezer Ben Yehuda: Father of Modern Hebrew
- Portraits of Jewish-American Heroes
- Women and Judaism, 2009
- Jacob's Rescue
- The Sea Monster's Secret
- A Jewish Holiday ABC
- The Family Treasury of Jewish Holidays
- Women Spiritual Leaders
- Jewish Holiday Books
- Celebrating Life
- Tom Seaver Portrait of a Pitcher
- How a Television Show is Made
- The George Foster Story